# Чурда, Карел
Карел Чурда (чеш. Karel Čurda, 10 октября 1911[…], Стара Глина или Nová Hlína — 29 апреля 1947[…], Прага[…]) — британский диверсант чешского происхождения, предатель участников движения Сопротивления в Праге. Впоследствии агент Гестапо. Казнён.

## Биография
Чурда, сын простого крестьянина, с 1 ноября 1933 года в чехословацкой армии в 29-м пехотном полку в Йиндржихув-Градец, дослужился до унтер-офицера. В 1938 короткое время в таможенной службе. После оккупации Чехии Третьим рейхом и создания на её территории марионеточного Протектората Богемии и Моравии Чурда бежал в Польшу, а оттуда во Францию, где вступил в иностранный легион. Чурда участвовал в боевых действиях, а после поражения во Франции вместе с другими чехословацкими военнослужащими, находившимися в войсках союзников, был эвакуирован в Великобританию. Там он работал в автомобильной компании.
Чурда прошёл подготовку в лагере для чехословаков, которых планировалось использовать в качестве диверсантов на территории протектората и Словакии. Вошёл в состав группы «Out Distance». 28 марта 1942 года около 2 часов ночи члены группы Адольф Опалка, Иван Коларжик и Карел Чурда были десантированы с британского самолёта L9618/NF-W, который пилотировал польский экипаж, около Орехова (рядом с Тельчем). Чурда добрался до Праги и поселился там. После покушения на Гейдриха 27 мая, в подготовке которого он не принимал участия, Чурда покинул Прагу и спрятался в доме у матери. 13 июня он сначала написал анонимное письмо в участок чешской жандармерии в Бенешове, но жандармы, к которым попал донос, оказались сторонниками сопротивления и «положили его под сукно», тогда Чурда 16 июня лично явился в Гестапо в Печковом дворце в Праге и выдал информацию о бойцах Сопротивления и тех, кто им помогал (большинство из них покончило с собой при аресте, было казнено или погибло в лагерях). Вследствие коллаборационизма и предательства Чурды погибло 254 человека.
Власти протектората заплатили Чурде за предательство и коллаборационизм 500 000 рейхсмарок (5 000 000 крон), выдали новые документы на имя Карла Йерхота, он принял германское гражданство и женился на немке Марии Бауэр. До конца войны работал на Гестапо. Как агент-провокатор получил квартиру в пражском районе Винограды и зарплату 3000 рейхсмарок (30 000 крон) в месяц. Верил в победу Германского Рейха и его союзников и планировал после войны переселиться на восток. В мае 1945 года Чурда пытался уйти в американскую зону оккупации, но 5 мая был арестован чехословацкими жандармами недалеко от Пльзеня, 15 мая по недоразумению был выпущен, но уже 17 мая повторно арестован. Во время судебного процесса на вопрос судьи, как же он мог выдать своих товарищей, ответил: «Думаю, и вы бы сделали то же самое за миллион марок…». Осуждён за измену и повешен 29 апреля 1947 в 11:57 по местному времени в Панкрацкой тюрьме.
После казни его жене с сыном разрешили выехать в Австрию.

## Образ в культуре
В фильмах, посвящённых операции «Антропоид» и судьбе её участников, роль Карела Чурды исполняли следующие актёры:
- Операция «Рассвет»[англ.] (1975) — Мартин Шоу
- Антропоид (2016) — Иржи Шумек
- Мозг Гиммлера зовётся Гейдрихом (2017) — Адам Нагайтис

В фильме 1964 года «Покушение» все участники операции «Антропоид» представлены под вымышленными именами; Йозеф Винкларж сыграл сержанта Врбаса, прототипом которого послужил как раз Чурда.